# Ariana Richards
Ariana Richards  (Healdsburg, Kalifornia, 1979. szeptember 11. –) amerikai színész, festő.
Leghíresebb szerepe a Jurassic Parkban Lex Murphy megformálása volt. Gyerekszínészként számos díjat kapott alakításaiért, ám felnőttként inkább a művészi karrierjére koncentrál.

## Filmográfia

### Film
| Év   | Magyar cím                                        | Eredeti cím                   | Szerep             | Magyar hang   |
| ---- | ------------------------------------------------- | ----------------------------- | ------------------ | ------------- |
| 1988 | Nyasgem!                                          | I'm Gonna Git You Sucka       | kislány            |               |
| 1989 |                                                   | Face of the Enemy             | narrátor (hangja)  |               |
| 1989 | Táncos                                            | Prancer                       | Carol Wetherby     |               |
| 1990 | Ahová lépek, szörny terem                         | Tremors                       | Mindy Sterngood    | Vadász Bea    |
| 1990 |                                                   | Spaced Invaders               | Kathy Hoxly        |               |
| 1992 | Időrés                                            | Timescape                     | Hillary Wilson     | Molnár Ilona  |
| 1992 | Időrés                                            | Timescape                     | Hillary Wilson     | Talmács Márta |
| 1993 | Jurassic Park                                     | Jurassic Park                 | Lex Murphy         | Vadász Bea    |
| 1995 | Kerek világ                                       | Angus                         | Melissa Lefevre    | Vadász Bea    |
| 1997 | Az elveszett világ: Jurassic Park                 | The Lost World: Jurassic Park | Lex Murphy (cameo) | Vadász Bea    |
| 2001 | Tremors 3. – Ahová lépek, már megint szörny terem | Tremors 3: Back to Perfection | Mindy Sterngood    | Holló Orsolya |

### Televízió
| Év   | Magyar cím                        | Eredeti cím                                | Szerep                      | Megjegyzések                                  |
| ---- | --------------------------------- | ------------------------------------------ | --------------------------- | --------------------------------------------- |
| 1987 | Öreglányok                        | The Golden Girls                           | Lisa                        | 1 epizód                                      |
| 1987 | Az árja faj                       | Into the Homeland                          | Ember Swallow (5-7 évesen)  | tévéfilm                                      |
| 1988 |                                   | My Sister Sam                              | Morgan                      | 1 epizód                                      |
| 1989 |                                   | Empty Nest                                 | Phoebe Swenson              | 1 epizód                                      |
| 1990 |                                   | Island Son                                 | Tess Delaney                | 1 epizód                                      |
| 1990 | Oroszlánbarlang                   | The Incident                               | Nancy                       | tévéfilm                                      |
| 1991 | Cseregyerekek (Elcserélt életek)  | Switched at Birth                          | Kimberly Mays (9-11 évesen) | - tévéfilm - magyar hangja: - Talmács Márta   |
| 1992 |                                   | Locked Up: A Mother's Rage                 | Kelly Gallagher             | tévéfilm                                      |
| 1992 | Őrültnek nyilvánítva              | Against Her Will: An Incident in Baltimore | Nancy                       | tévéfilm                                      |
| 1994 |                                   | The Kidsongs TV Show                       | önmaga                      | 1 epizód                                      |
| 1995 |                                   | Capitol Critters                           | elnök unokája (hangja)      | 1 epizód                                      |
| 1996 | Szabadnak született: Az új kaland | Born Free: A New Adventure                 | Valerie Porter              | - tévéfilm - magyar hangja: - Zsigmond Tamara |
| 1996 | A kis gézengúz                    | Boy Meets World                            | Claire Ferguson             | 1 epizód                                      |
| 1997 | Teljes biztonsággal               | Total Security                             | Karen Dieboldt              | 1 epizód                                      |
| 1997 |                                   | The Princess Stallion                      | Sarah Stewart               | tévéfilm                                      |
| 1998 |                                   | Broken Silence: A Moment of Truth Movie    | Mickey Carlyle              | tévéfilm                                      |

### Videóklipek
| Év   | Előadó         | Cím   | Szerep    |
| ---- | -------------- | ----- | --------- |
| 1997 | Ben Folds Five | Brick | tinédzser |